# کراسنا هورا
کراسنا هورا (به چکی: Krásná Hora، به آلمانی: Schönberg) یک روستا در جمهوری چک است که در ناحیه هاولیچکوف برود در استان ویسوچینا واقع شده‌است. نام این روستا در زبان‌های چکی و آلمانی به معنی «کوه زیبا» است.
کراسنا هورا حدود ۵۰۰ تن سکنه دارد. رودخانه پرلووی پوتوک که از سمت چپ به رودخانه سازاوا می‌ریزد، از این روستا عبور می‌کند.
این روستا دارای کتابخانه، کلیسا، مهدکودک، دبستان، اداره پست و شهرداری است.

## بخش‌ها
روستاهای بزدیه‌کوف، براترونوف، برومووا لهوتا، چکانوف، هلاونوف، کویکوویچکی، ویتونین و وولیخوف بخش‌های اداری ناحیه کراسنا هورا هستند.

## پیشینه
اولین ذکر مکتوب از روستا و کلیسای محلی به سال ۱۳۱۶ برمی‌گردد. در سال‌های ۱۸۶۹–۱۹۳۰، براترونوف و چکانوف سکونتگاه‌های مربوط به این شهرداری بودند و هر دو روستا دوباره از سال ۱۹۶۱ بخشی از شهرداری کراسنا هورا شدند.